# Северозападен административен окръг
Северозападен административен окръг, съкратено СЗАО (на руски: Се́веро-За́падный администрати́вный о́круг) е един от 12-те окръга на руската столица Москва, с площ 107 км2 и население 1 009 217 души (2022).

## Райони
Административно окръгът се поделя на 8 района:
- Куркино
- Митино
- Покровско-Стрешнево
- Северно Тушино
- Строгино
- Хорошьово-Мньовники
- Щукино
- Южно Тушино